# Mont Forchat
Le mont Forchat est une montagne du Chablais savoyard, culminant à 1 539 m d'altitude dont le sommet est situé sur la commune de Lullin.

## Toponymie
Auparavant dénommé Le Forcher, puis au XVIIe siècle Le Forcheys, le nom Forchat dériverait de la « fourche » à l'image du toponyme La Forclaz. Ainsi le mont Forchat peut se traduire par « mont Fourchu » car il apparaît comme un sommet à deux dents avec Très la Paraz.
Le nom Forchat pourrait aussi dériver du mot Forcher, signifiant « forcé » en vieux patois en référence au château des Faucigny qui fut assiégé et rasé par le comte de Savoie au XIVe siècle.

## Géographie

### Topographie
Le mont Forchat qui se trouve à l'extrémité septentrionale de la vallée Verte domine le bas Chablais et la vallée de Lullin. Il est séparé du sommet de Très la Paraz à l'ouest par le col de l'Encrennaz et de la montagne de la Turche au sud-est par le col des Arces. Les monts Forchat et d'Hermone sont deux tronçons d'un même chaînon qui sépare la vallée de Lullin-Vailly du pays de la Côte-en-Chablais (Saint-Cergues-Bons-Perrignier) et constitue une ressource importante en eau.

### Géologie
Le mont Forchat et Très la Paraz constituent les flancs opposés d'un des derniers anticlinaux de la nappe des Préalpes médianes plastiques. Ils correspondent au prolongement occidental de l'anticlinal d'Hermone constituant le mont d'Hermone. Ce dernier est néanmoins interrompu par une faille décrochante dextre correspondant au col du Feu.
Tout comme au mont d'Hermone, la charnière du pli a été décapée exposant le cœur triasique dolomitique du pli au col de l'Encrenaz tandis que les deux sommets sont constitués par des calcaires siliceux du Lias, (équivalent de la formation du Petit Liençon dans les Préalpes romandes). Un dernier synclinal, correspondant au col des Moises, les sépare du front de la nappe, représenté par l'Aiguille, le crêt Vernay et le mont Draillant.

## Histoire

### Château de Montforchier
Hugues de Faucigny fait ériger un château fort dit de Montforchier (Mont forchys, Mont Forcheys), au début du XIVe siècle, sur le flanc occidental du mont Forchat. La forteresse était gardée par une garnison chargée de surveiller les mouvements de la population chablaisienne et notamment ceux des troupes savoyardes. Le comte Édouard de Savoie, mécontent de cette construction en limite de ses États, fait attaquer le château en juillet 1325. Après une résistance de 12 jours, il est pris et rasé.

### Statue de Saint François de Sales
Le curé de Gaillard, aidé par trois de ses paroissiens (qui ont pour particularité de se prénommer François), décident d'ériger une statue de saint François de Sales sur le mont Forchat pour célébrer le tricentenaire de la réussite de sa mission de reconversion du Chablais protestant à la religion catholique en 1598. La statue en bronze est façonnée en deux mois avec l'aide de bénévoles puis acheminée depuis Très le Mont par un chemin aménagé pour l'occasion. La bénédiction de la statue par l'évêque Monseigneur Philippe a lieu le 21 septembre 1898 devant plus de 2 000 personnes. Elle repose sur un socle en granite haut de 5 m.

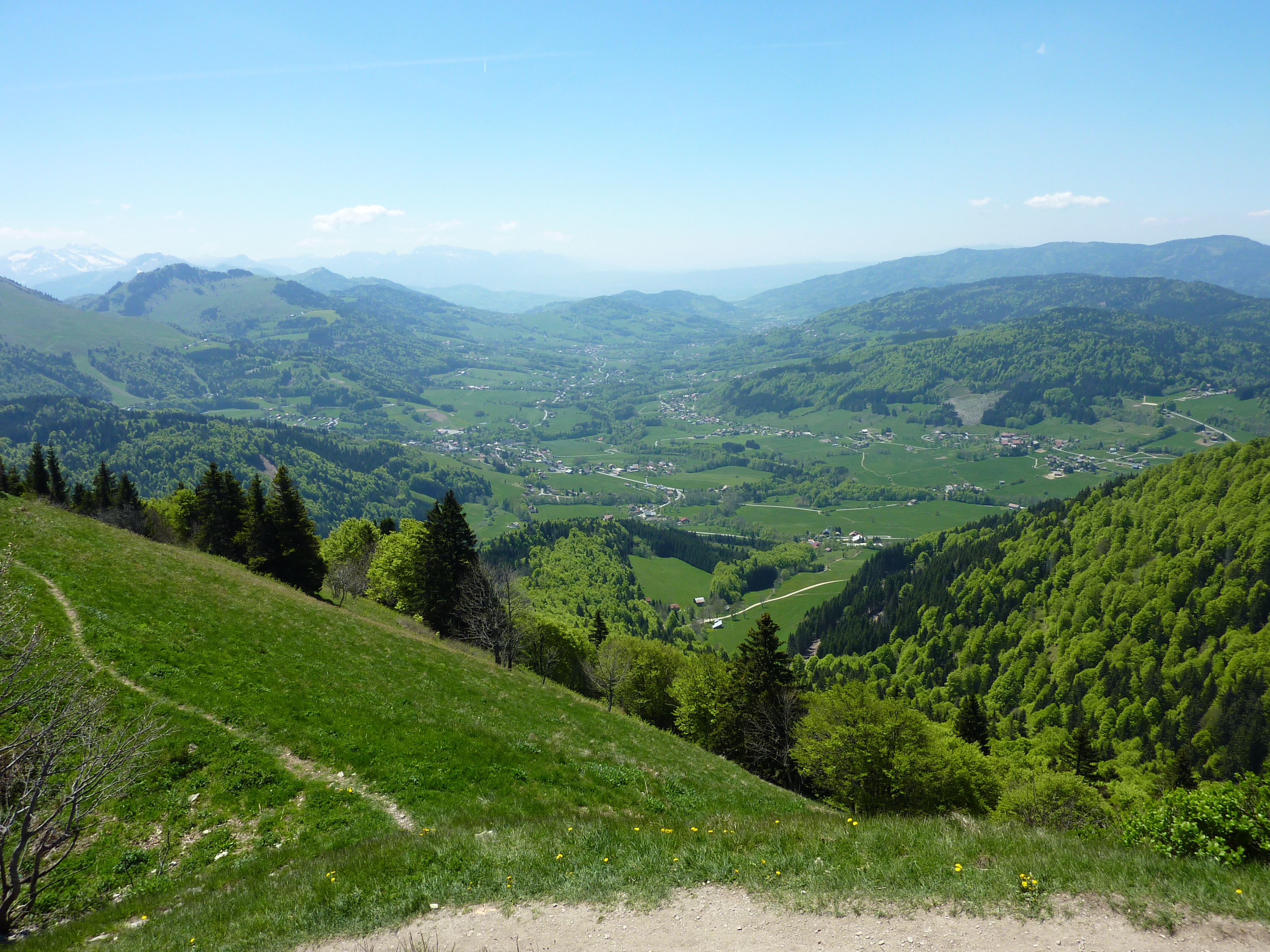
La vallée Verte depuis le Forchat.
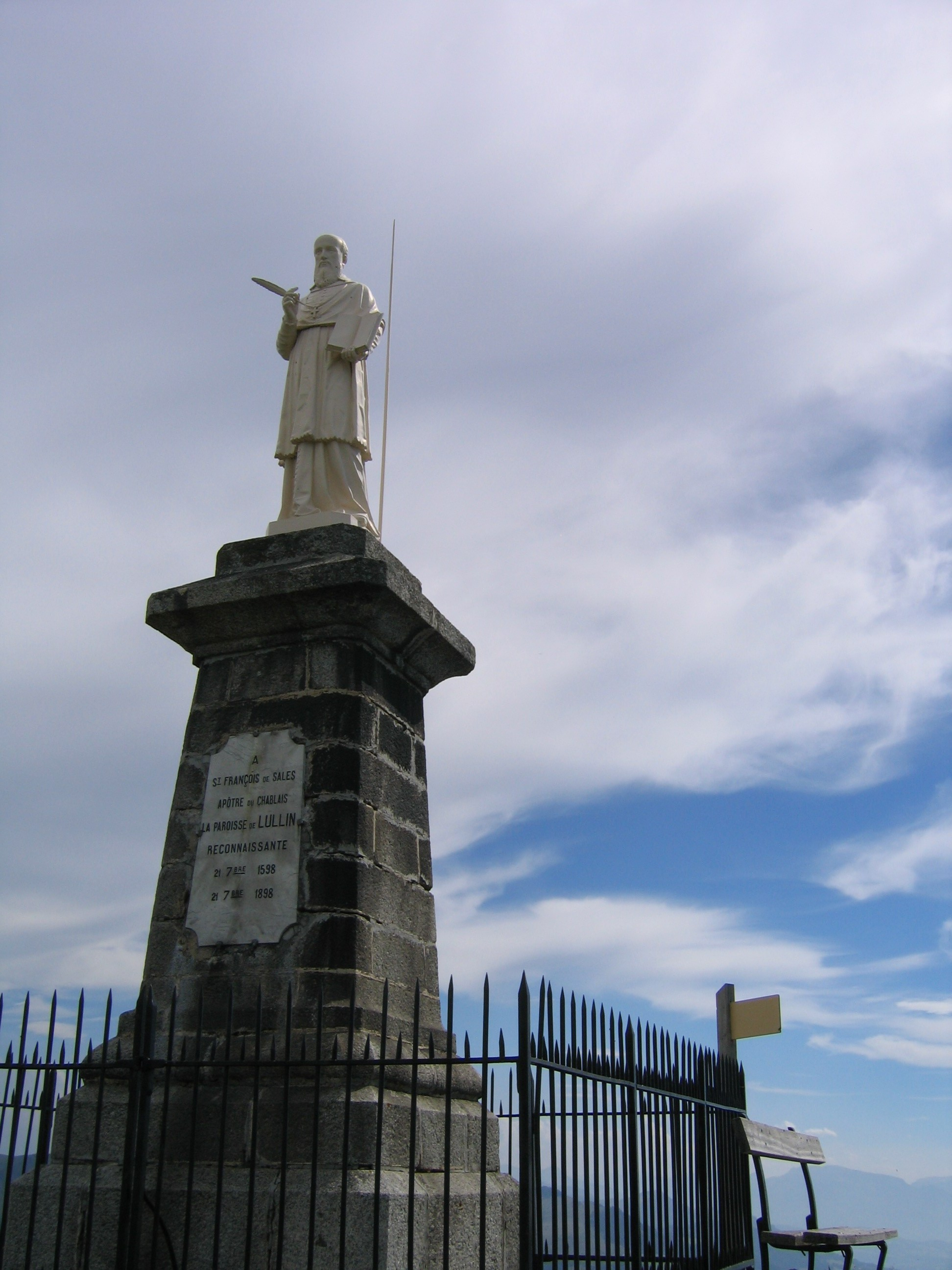
La statue de Saint François de Sales.
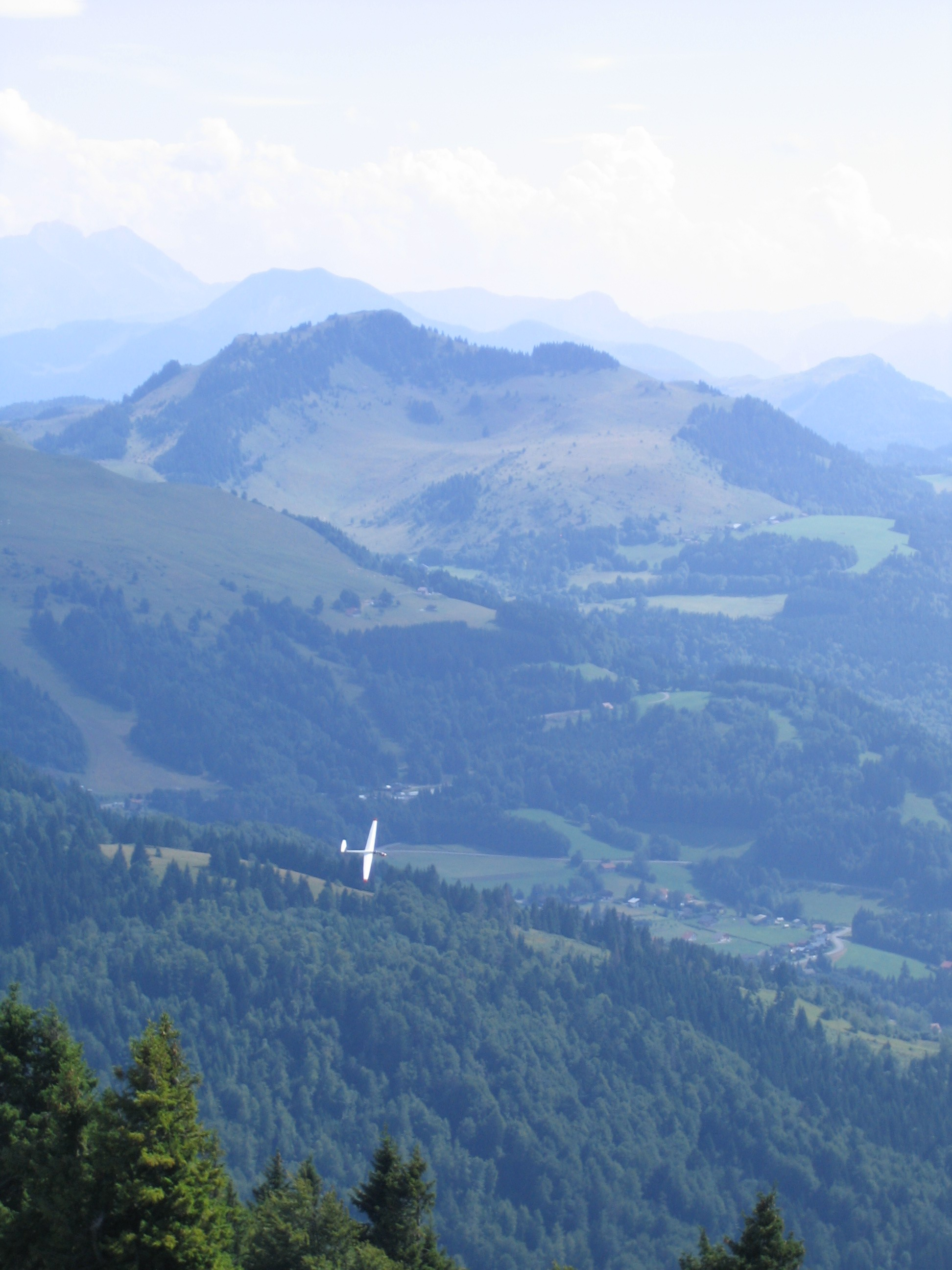
La pointe de Miribel depuis le Forchat.

## Ascension
Ce belvédère offre une vue sur le lac Léman et les montagnes environnantes. C'est une promenade familiale très prisée des chablaisiens et des touristes.
On  accède au sommet du côté de Lullin par Très Le Mont (accès facile) et du côté de Habère-Poche par les Granges-Mamet (accès un peu plus difficile).